# Ramyan
Rāmīān o Ramyan (farsi رامیان) è il capoluogo dello shahrestān di Ramyan, circoscrizione Centrale, nella provincia del Golestan. Aveva, nel 2006, una popolazione di 11.719 abitanti. 